# یاسو اوتسوکا
یاسو اوتسوکا (به انگلیسی: Yasuo Ōtsuka) یک پویانما ژاپنی بود که با استودیوهای توئی انیمیشن، تی‌ام‌اس انترتینمنت و استودیو جیبوری کار می‌کرد. او به عنوان یکی از برجسته‌ترین انیماتورهای ژاپن در نظر گرفته می‌شد و مربی مهمی برای هایائو میازاکی و ایسائو تاکاهاتا بود.